# Đại Sài Đán
Đại Sái Đán (tiếng Trung: 大柴旦行政区; bính âm: Dà Qáidàn xíngzhèngqū) là một khu hành chính thuộc Châu tự trị dân tộc Mông Cổ & dân tộc Tạng Hải Tây, tỉnh Thanh Hải, Trung Quốc. Tên của khu hành chính bắt nguồn từ tiếng Mông Cổ có nghĩa là "hồ lớn". Khu hành chính có nhiều tài nguyên khoáng sản, chiếm một phần ba tổng tài nguyên của cả tỉnh. Toàn khu hành chính được chia thành hai đơn vị là Sài Đán 柴旦镇 và Tích Thiết Sơn (锡铁山镇)